# Ворона Петро Васильович
Петро́ Васи́льович Воро́на (нар. 6 серпня 1967, Круподеринці) — український політик, науковець, доктор наук з державного управління, професор, голова Полтавської обласної ради в 2014—2015 роках.

## Біографічні відомості
Петро Ворона народився 6 серпня 1967 р. в селі Круподеринці Оржицького району Полтавської області.  З давнього козацького роду Яблунівського сотника Лубенського полку Петра Ворони. Закінчив у 1984 році Денисівську середню школу. До 6 класу навчався у сусідній Круподеринській  середній школі.
У 1991 р.  закінчив Луганський педагогічний інститут імені Т. Г. Шевченка за спеціальністю географія та біологія.
У 2004 р. здобув другу вищу освіту в Харківському регіональному інституті державного управління Національної академії державного управління при Президенті України, отримавши кваліфікацію магістра державного управління. Тут у 2007 р.  захистив кандидатську дисертацію на тему «Експлікація місцевого самоврядування у програмах політичних партій українського парламенту». 
У 2011 р. закінчив Полтавський національний технічний університет імені Юрія Кондратюка і отримав фах спеціаліста з економіки підприємства.
У 2008 р. закінчив навчальний курс «Влада і політика» у Відкритому університеті Ізраїлю. 
З 2014 р. - доктор наук з державного управління за спеціальністю «місцеве самоврядування», докторант кафедри парламентаризму та політичного менеджменту НАДУ (2010–2013 рр.), до війни був  професор цієї кафедри. Член спеціалізованих вчених рад по захисту кандидатських і докторських дисертацій з державного управління. Заступник редактора та редактор  кількох наукових журналів (Державно-управлінські студії, Філософія публічного управління, Економіка і держава - серія: державне управління тощо). Професор ( з 2021 року).
З 28 квітня 2006 по 18 листопада 2010 рр. обіймав посаду заступника голови Полтавської обласної ради п'ятого скликання.
Пройшов дійсну військову службу (1986–1988 рр.), працював учителем географії Денисівської загальноосвітньої школи І-ІІІ ступенів Оржицького району, Харківської приватної ЗОШ І-ІІІ ступенів «Ерудит» (за сумісництвом під час навчання у магістратурі ХарРІ НАДУ при ПУ), заступником директора з навчально-виховної роботи Денисівської ЗОШ І-ІІІ ст. Має педагогічний стаж 30 років.
У вищій школі працює понад 15 років.  Був деканом факультету економіки і менеджменту ПУЕТ. у 2019-2021 рр. - перший проректор Інституту підготовки кадрів Державної служби зайнятості України. З 2021 року має вчене звання професор. 
З  26 березня 2021 року працює в Національному фонді досліджень України на посаді начальника управління грантового забезпечення. 
Має управлінський досвід. Працював: у 2004 р. начальником районного відділу субсидій, у 2004–2022 рр. - помічником-консультантом народних депутатів України Миколи Кульчинського, Віталія Кличка, Генадія Ткачука, Роберта Горвата у 2005- 2006 рр. - головою Оржицької районної державної адміністрації.  
Як науковець пройшов  стажування у Верховній раді України,  вивчав досвід роботи органів місцевого самоврядування США, Китаю, Польщі, Бельгії, Ізраїлю, Швеції та Німеччини. Автор і співавтор 11 монографій, 10 підручників та понад 350 статей і тез на тему розвитку партійної системи та місцевого самоврядування в Україні. Проводить науково-дослідницьку роботу. Автор і виконавець багатьох проектів з розвитку місцевого самоврядування та розвитку територіальних громад. 
Свою громадсько-політичну діяльність розпочав із членства в Народному Русі України до якого приєднався навчаючись у Луганському державному педагогічному інституті їм. Тараса Шевченка у 1990 році. У 1992-1999 рр. очолював Оржицьку районну організацію НРУ. З 1999 по 2005 рік був головою Оржицької районної організації Української народної партії, а в 2005–2006 рр. - головою Оржицької РО політичної партії «Наша Україна». Довірена особа В. Ющенка на виборах президента України у 2004 році.  З 2006 по 2010 рік обіймав посаду заступника голови обласної організації ПП «Наша Україна». З 20 березня 2011 року по 25 серпня 2014 року (до участі в АТО) очолював обласну партійну організацію політичної партії «УДАР Віталія Кличка». Нині позапартійний.
Активний учасник Помаранчевої революції та революції Гідності. Під час останньої був затриманий і засуджений до домашнього арешту (лютий 2015 року). 
У 2006 - 2022 р. р. веде активну громадську діяльність. Голова  ГО «Оржицьке земляцтво Полтавщини», був головою Полтавської обласної федерації спортивного орієнтування та президентом Полтавської обласної федерації спортивної боротьби.  
Петро Ворона - з 2002 року депутат Полтавської обласної ради IV, V, VI, VII скликань. На місцевих виборах 2002 та 2010 р. р. обраний депутатом Полтавської обласної ради шостого скликання по Оржицькому мажоритарному виборчому округу № 33. Голова депутатської фракції «Удару» у Полтавській обласній раді у 2013-2015 рр. У 2015 році, за квотою партії В. Кличка «Удар» очолював список БПП до Полтавської обласної ради. 16 квітня 2016 року у зв’язку з присутністю у фракції людей причетних до побиття учасників АТО під час подій у Полтаві, вийшов з фракції БПП у Полтавській обласній раді. Член комісії Полтавської обласної ради з питань освіти, науки та культури. 
24 лютого 2014 року на двадцять першій позачерговій сесії Полтавської обласної ради шостого скликання Петра Ворону обрано її головою. Член НСЖУ, КМС з боротьби «самбо».

### Участь в АТО
23 серпня 2014 року  вирушив добровольцем у зону АТО, пройшов медичний огляд і після Дня незалежності відбув до навчального центру ВДВ у Тернівку поблизу міста Миколаєва. Учасник АТО. Проходив військову службу в 79 окремій аеромобільній бригаді ВДВ — добровольчий батальйон "Фенікс", у секторі «М» близ міст Волновахи та Маріуполя. Займав посаду командира зенітного відділення. У 2014-2016 рр. активно займався волонтерською діяльністю і сприяв волонтерському руху на Полтавщині. 
З 24 лютого 2022 року, після початку повномасштабного російського вторгнення на територію України, вступив до лав територіальної оборони. У 2022-2023 рр. проходив службу в 146 батальйоні 116 Полтавської бригади територіальної оборони на посаді головного сержанта 3-ї роти, а згодом і батальйону. У 2023 році через проблеми зі здоров'ям, був  переведений до навчального центру командування Сил ТРО. Нині проходить службу на посаді начальника відділення організації дистанційного навчання. Отримав первинне офіцерське звання. Одночасно проводить науково-педагогічну діяльність. Його студенти та аспіранти - військовослужбовці ЗСУ.  
За участь в АТО, а загалом в російсько-українській війні має державні нагороди. 

### Сім'я
Одружений. Має двох доньок і сина, онука і внучку.
Разом з ним проходить військову службу дружина - Ворона Лариса Іванівна.